# Mannenmarathon van Tokio 1984
De Mannenmarathon van Tokio 1984 werd gelopen op zondag 12 februari 1984. Het was de vijfde editie van de Tokyo International Marathon. Aan deze wedstrijd mochten alleen mannelijke elitelopers deelnemen. De Tanzaniaan Juma Ikangaa kwam als eerste over de streep in 2:10.49.

## Uitslagen
| rang   | naam                 | land | tijd    |
| ------ | -------------------- | ---- | ------- |
| Goud   | Juma Ikangaa         | TAN  | 2:10.49 |
| Zilver | Jörg Peter           | GER  | 2:10.57 |
| Brons  | Santiago de la Parte | ESP  | 2:11.10 |
| 4      | Ralf Salzmann        | GER  | 2:11.21 |
| 5      | Henrik Jørgensen     | DEN  | 2:11.31 |
| 6      | Michael Heilmann     | GER  | 2:11.32 |
| 7      | Alain Lazare         | NCL  | 2:11.59 |
| 8      | Waldemar Cierpinski  | GER  | 2:12.00 |
| 9      | Koshiro Kawaguchi    | JPN  | 2:12.04 |
| 10     | Fred Vandervennet    | BEL  | 2:12.09 |
| 11     | Allan Zachariasen    | DEN  | 2:12.16 |
| 12     | Jose Gomez           | MEX  | 2:12.47 |
| 13     | Cor Lambregts        | NED  | 2:12.48 |
| 14     | Jørn Lauenborg       | DEN  | 2:13.34 |
| 15     | Hiroshi Yuge         | JPN  | 2:13.46 |
| 16     | Hiroshi Munakata     | JPN  | 2:13.57 |
| 17     | Leodigard Martin     | TAN  | 2:14.13 |
| 18     | Pertti Tiainen       | FIN  | 2:14.27 |
| 19     | Hiroki Okuma         | JPN  | 2:15.10 |
| 20     | Tomio Sueyoshi       | JPN  | 2:15.16 |
| 21     | Rudi Verriet         | NED  | 2:15.21 |
| 22     | Yakov Tolstikov      | URS  | 2:15.36 |
| 23     | Kjell-Erik Ståhl     | SWE  | 2:16.57 |
| 24     | Tetsuji Iwase        | JPN  | 2:17.43 |
| 25     | Alessandro Rastello  | ITA  | 2:18.23 |

Tokyo International Marathon (alleen mannen)

1981 · 1982 · 1983 · 1984 · 1985 · 1986 · 1987 · 1988 · 1989 · 1990 · 1991 · 1992 · 1993 · 1994 · 1995 · 1996 · 1997 · 1998 · 1999 · 2000 · 2001 · 2002 · 2003 · 2004 · 2005 · 2006

Tokyo International Women's Marathon (alleen vrouwen)

1979 · 1980 · 1981 · 1982 · 1983 · 1984 · 1985 · 1986 · 1987 · 1988 · 1989 · 1990 · 1991 · 1992 · 1993 · 1994 · 1995 · 1996 · 1997 · 1998 · 1999 · 2000 · 2001 · 2002 · 2003 · 2004 · 2005 · 2006 · 2007 · 2008

Tokyo Marathon (beide)

2007 · 2008 · 2009 · 2010 · 2011 · 2012 · 2013 · 2014 · 2015 · 2016 · 2017 · 2018 · 2019 · 2020 · 2021 · 2022 · 2023 · 2024